# Insula (woning)

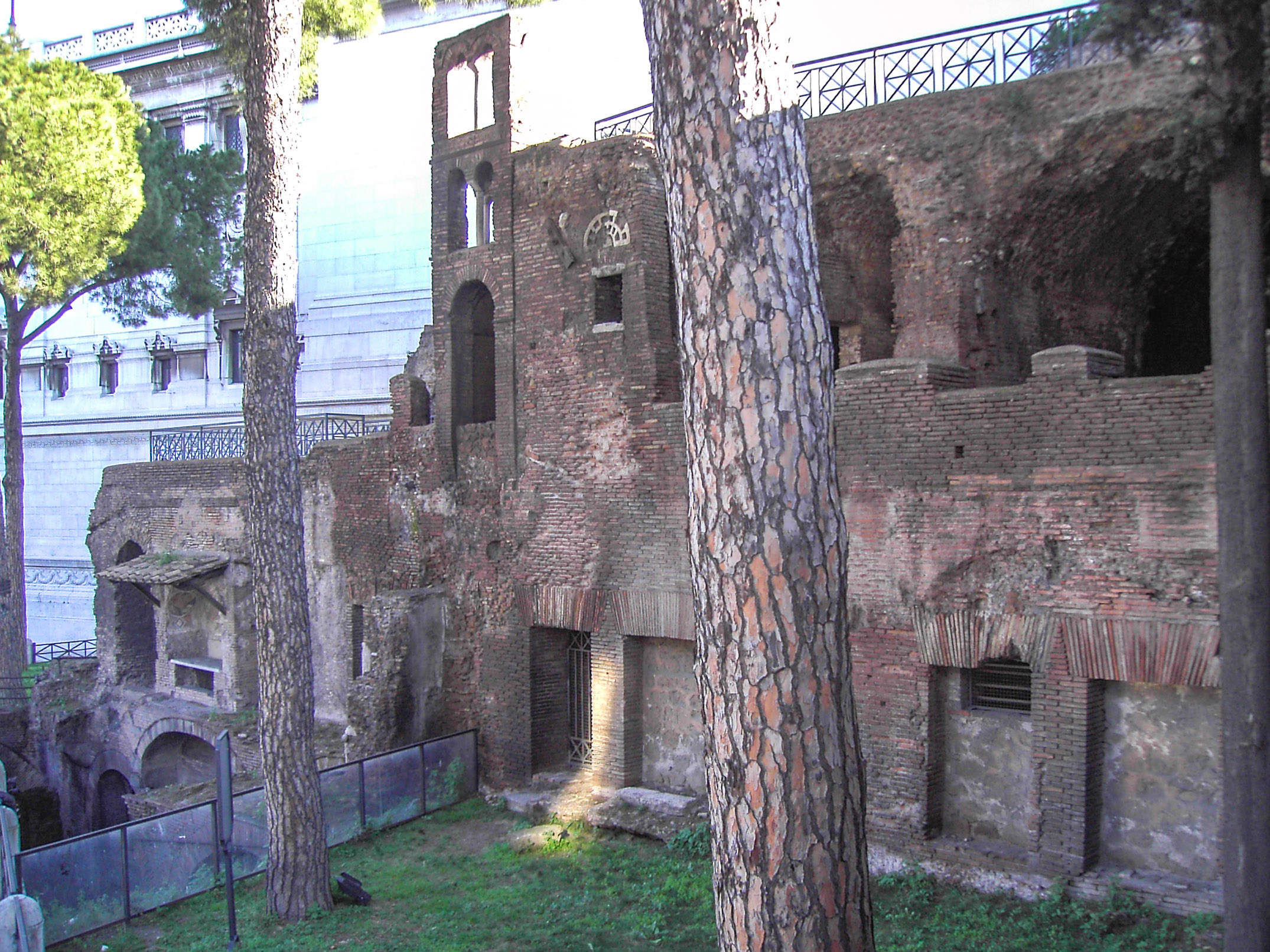
Romeinse insula naast de Capitolijn

Een insula (mv: insulae, letterlijk: eiland) was een woonblok voor arme burgers in het Romeinse Rijk, een soort huurkazerne. De arme inwoners van een Romeinse stad woonden in insulae die aan vier zijden omgeven werden door smalle straatjes en steegjes. 	
Insulae zijn te vergelijken met flatgebouwen, ze hadden drie, vier of vijf etages. Ten tijde van keizer Augustus waren ze zo'n twintig meter hoog. De huurkamers in deze flatgebouwen waren bedompt en klein. Licht kwam binnen door de open vensters in de voor- en achtermuur en wanneer die niet waren afgesloten met luiken had de wind vrij spel. Een eigen keuken had men meestal niet, eten kocht men op straat bij een thermopolium (soort snackbar), waar ook warme wijn verkrijgbaar was, bij een gaarkeuken of bij een van de vele straatverkopers. Hoe hoger men woonde, hoe lager de huur. De bovenste verdieping was voor de allerarmsten. 
Toiletten waren er in de insulae vaak niet, men maakte gebruik van openbare toiletten. Water haalden de bewoners bij een van de fonteinen op straat.
De begane grond van de insulae was doorgaans gereserveerd voor winkeltjes, werkplaatsen, stallen of herbergen. Alleen de eerste drie etages waren opgetrokken uit baksteen, de rest was van hout. De kwaliteit en veiligheid van de insulae liet veel te wensen over; instortingen en branden waren aan de orde van de dag.